# Requena (Espanha)
Requena é um município da Espanha na província de Valência, Comunidade Valenciana. Tem 814,2 km² de área e em 2021 tinha 20 235 habitantes (densidade: 24,9 hab./km²).

## Demografia
| Variação demográfica do município entre 1991 e 2004 | Variação demográfica do município entre 1991 e 2004 | Variação demográfica do município entre 1991 e 2004 | Variação demográfica do município entre 1991 e 2004 |
| --------------------------------------------------- | --------------------------------------------------- | --------------------------------------------------- | --------------------------------------------------- |
| 1991                                                | 1996                                                | 2001                                                | 2004                                                |
| 17484                                               | 18795                                               | 19135                                               | 19849                                               |